# 東京瓦斯電気工業
東京瓦斯電気工業（とうきょうがすでんきこうぎょう、旧字体：東京瓦斯電氣工業、Tokyo Gas Electric Engineering Co.,Ltd. 、TGE）は、大正から昭和初期にかけて鉄道車両、自動車、航空機、その他を手がけた機械製造会社。航研機を組み立てた航空機メーカーでもある。いすゞ自動車、日野自動車、ハスクバーナ・ゼノア、日立Astemo、ビアメカニクスのルーツとなった企業であり、小松製作所やDMG森精機にも事業の一部が引き継がれている。略称瓦斯電（ガスデン）。日立航空機も参照のこと。

## 沿革
発足は1885年（明治18年）東京府から瓦斯局の払い下げを受けた「東京瓦斯会社（後の東京ガス）」の機械部門が1910年（明治43年）に独立してガス器具製造から始まり、砂型鋳物の技術から発展してエンジンなどの鋳鋼製品に進出した。関東大震災後の復旧に際して、横浜市電500形も製造した。

### 自動車関係
- 1910年（明治43年） - 東京市麹町区有楽町に東京瓦斯工業として設立。
- 1911年（明治44年） - ガス器具の製造を目的に本所区業平町に工場を建て操業開始[1]。同時に本社も有楽町から業平橋に移す。
- 1913年（大正2年） - 電気器具の製造も兼業するよう定款をあらため 東京瓦斯電気工業に改称[1]。
- 1914年（大正3年） - 第一次世界大戦勃発。大阪砲兵工廠の指導を受け信管を大量生産。当時民間企業としては唯一軍需品を輸出した。軍需生産終了後、諸計器類や発動機の設計生産を開始。
- 1917年（大正6年） - 業平町工場が手狭になり大森工場を建設中に陸軍大阪砲兵工廠から軍用正式四屯自動貨車5台の試作勧奨を受け、詳細図面、材料、素型材、試作費まで支給(發動機製造（後のダイハツ）、川崎造船所などと同条件）されたが、当時外国車の輸入販売も手がけていた2代目社長松方五郎（松方正義の五男）はそのまま組立てる様な事はせず、実務設計担当者を探し始めた。まず山羽虎夫に技術顧問に招聘したいと重役2人が三顧の礼を尽くしたが断られ、次に当時輸入車ディーラー最大手で車体架装で実績のあった日本自動車会社の星子勇（商工省の自動車研修生として米英で3年学んで帰国後の当時33歳）に打診し、自動車部長として登用に成功する。
- 1918年（大正7年） - 大森工場完成と同時に軍用正式四屯自動貨車の試作を開始[2]。この年の1月に砲兵工廠条例が改正されたことにより、民間企業の軍用銃生産が可能となり、翌1919年からの7～8年間、東京砲兵工廠からの依頼を受けて南部大型自動拳銃を製造している。東京瓦斯電気工業製の南部式拳銃には、上部に(TGE)の刻印がある。

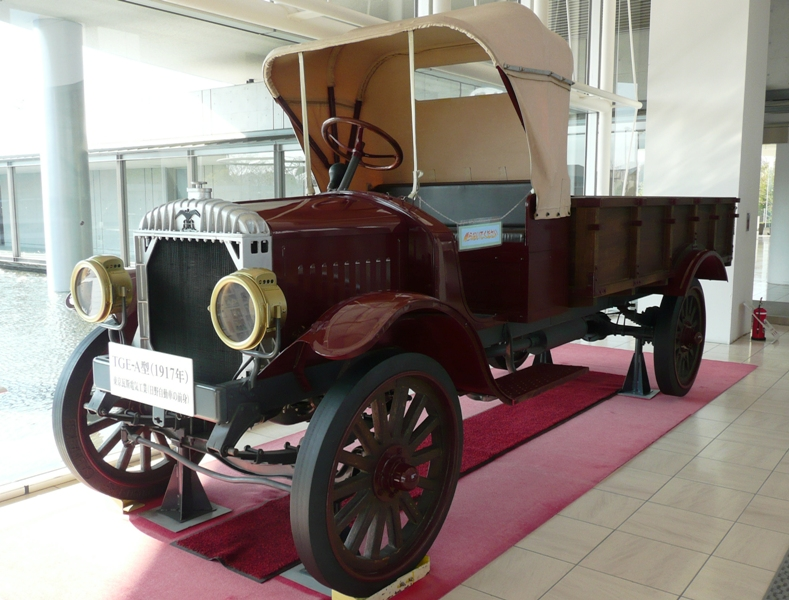
TGE-A型

- 1919年（大正8年） - 松方社長陣頭指揮のもと、星子は不眠不休の奮闘の末、四屯自動貨車5台が完成、軍の試験にも合格した。一方同時期に、輸入車で扱っていた米リパブリック（同名の航空機会社とは無関係）製トラックを参考にした独自設計の直列4気筒4.4 L 30 psガソリンエンジン搭載のTGE-A型が完成し、「軍用自動車補助法」の資格検定試験に出願し合格、この法施行初の軍用保護自動車となった[2]。TGE-A型は後にTGE-B･･･TGE-Gと進化し、様々な特装車が造られた。この頃ロシア革命が起こりシベリア出兵の際にTGEが大活躍し、軍と瓦斯電の自信を深めさせた[3]。
- 1930年（昭和5年） - 新設計のTGE-L型、後2軸をウォームギヤ駆動する6輪2t積のTGE-N型、翌年には1t積4輪ブレーキ付きのTGE-O型が完成[4]。この頃、省営バス（1930年発足）が試験車両の試作を打診、TGE-ST型キャブオーバーエンジンバストレーラーが造られる。TGE-MP型・省営バス

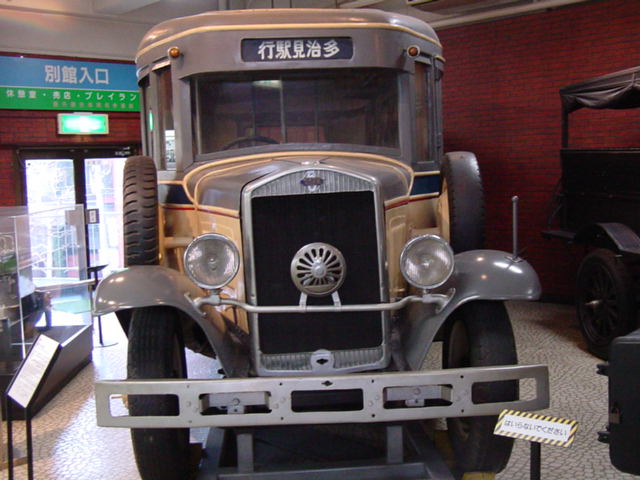
TGE-MP型・省営バス

- 1931年（昭和6年） - TGE-MP型トラックが宮内省に買い上げられたのを記念して千代田城にちなみ、翌年のTGE-N型から車名を「ちよだ」とする。因みにTGE-M型には4輪サーボブレーキを備えた低床フレームのバスもある。ちよだP型で直列6気筒エンジンを搭載、省営バスにも使用され、更にちよだQ型～ちよだS型へと進化する。同年から商工省標準形式自動車（後のいすゞTX40）の試作に参加している。
- 1932年（昭和7年） - 陸軍が瓦斯電に対し指揮官用乗用車の開発を命じ、米ハドソン・スペシャルを参考にちよだH型菊1号乗用車試作が開始される。
- 1934年（昭和9年） - 菊1号乗用車の3軸6輪車モデルがちよだHS型となり、国産初の軍用乗用車、九三式六輪乗用車として制式化された。後四輪には履帯を付けてオフロードでも走破する事もできた。
- 1935年（昭和10年）- チェコスロバキアで開発されたZH-29半自動小銃を手本とした「試製自動小銃乙型」を試作、陸軍によって実射試験が行われた。結果は不採用となった。
- 1936年（昭和11年） - 九三式六輪乗用車を2軸4輪化したちよだHF型を追加、これが九三式四輪乗用車となり、HS型と共に月産80台程で量産された。他に石川島自動車製作所[5]、川崎車両、愛知時計電機（アツタ）、ふさう、トヨタ等が指揮官用乗用車の開発を行っている。
- 1937年（昭和12年） 
  - 瓦斯電と自動車工業（石川島 + ダット）が合併[6][7]し、東京自動車工業[8]株式会社が誕生。
  - 計器部門が分離独立、東京機器工業が発足（日立製作所への吸収と分割再編を経て、現：日立Astemo）。
- 1941年（昭和16年） - ヂーゼル自動車工業[9]に改称[6]。
- 1942年（昭和17年） - 日野製造所（旧瓦斯電自動車部）が分社して日野重工業となる[6]。
- 1946年（昭和21年） - 日野重工業、日野産業に改称（以後は日野自動車の記事を参照）。
- 1949年（昭和24年） - ヂーゼル自動車工業がいすゞ自動車に改称（以後はいすゞ自動車の記事を参照）。

### 航空機・工作機械関係
- 1918年（大正7年） - 日本国内の民間工場で製造された物としては初の航空機用エンジン、ダ式一〇〇馬力発動機（ダイムラーの航空機用水冷直列6気筒100馬力ガソリンエンジンのライセンス生産品）が完成。この年、大森工場において工作機械の製造を開始。
- 1920年（大正9年） - ノーム・エ・ローヌ（ノーム・ローン）社よりロ式八〇馬力発動機とロ式一二〇馬力発動機の製造権を取得、ライセンス生産を開始。
- 1922年（大正11年） - ベ式一三〇馬力発動機の生産を開始（鹵獲機のベンツエンジンのコピー）。
- 1928年（昭和3年） - 航空機用国産エンジン「神風」を開発。
- 1933年（昭和8年） - 小型旅客機 KR-1の生産を行う。
- 1938年（昭和13年） - 東京帝国大学航空研究所設計の航研機を組立て、周回世界長距離飛行記録樹立に貢献。
- 1939年（昭和14年） - 航空機部が日立航空機として独立。造機部門は日立工作機を経て日立精機（国産精機として1936年設立）に継承。
- 1945年（昭和20年） - 日立精機、川崎工場のみを日立製作所 川崎工場として分離し、日立グループから離脱。
- 1949年（昭和24年） - 日立航空機、企業再建整備法により第二会社として東京瓦斯電気工業株式会社（第2次）を設立。東京瓦斯電気工業に改称。
- 1953年（昭和28年） - 東京瓦斯電気工業と富士自動車（旧・日造木工）が合併し、富士自動車となる。
- 1962年（昭和37年） - 富士自動車、小松製作所と業務提携。
- 1968年（昭和43年） - 日立製作所 川崎工場が日立精工として独立(日立ビアメカニクスをへて現在のビアメカニクス)。
- 1972年（昭和47年） - 富士自動車、大日本機械工業と合併しゼノアに改称。
- 1979年（昭和54年） - ゼノア、小松部品と合併し小松ゼノアに改称。以後は「コマツユーティリティ」「ハスクバーナ・ゼノア」の記事を参照。
- 2002年（平成14年） - 日立精機が経営破綻。全事業を森精機製作所（現・DMG森精機）の子会社である森精機興産に譲渡する。森精機興産は社名を森精機ハイテックに改称。

### 鉄道車両
- 1925年（大正14年） - 王子電気軌道400形
- 1926年（大正15） - 京王電気軌道散水電車
- 1928年（昭和3年） - 横浜市電500形

## 補足
1. 1 2  中沖 2005, p. 17.
2. 1 2  中沖 2005, p. 19.
3. ↑  中沖 2005, pp. 20–21.
4. ↑  中沖 2005, p. 21.
5. ↑  石川島造船所（現在のIHIの前身）の自動車部が1929年（昭和4年）に分離独立したもの
6. 1 2 3  中沖 2005, p. 31.
7. ↑  瓦斯電の取引銀行筋の異論が原因で合併タイミングにずれが生じた
8. ↑  代表取締役社長に松方五郎、取締役に星子勇の名がある。
9. ↑  代表取締役社長は陸軍中将林桂